# Eurema laeta
Eurema laeta, ou impecável capim amarelo, é uma pequena borboleta da família Pieridae (as amarelas e brancas), que é encontrada na Índia, Sri Lanka, China, Indochina, Japão, e até à Austrália.